# Addi Bâ
Mamadou Hady Bah, plus connu sous le nom d'Addi Bâ, né à Pelli-Foulayabé, dans la région du Fouta Djalon, en Guinée française en 1916, et mort fusillé le 18 décembre 1943 à Épinal en France, est un soldat français, d'origine peule, et héros de la Résistance. Engagé volontaire dans l'armée française, il est arrêté par les allemands en juin 1940. Il s'évade, et se réfugie dans plusieurs villages des Vosges, en particulier Tollaincourt, où il se lie avec les habitants. Au printemps 1943, il devient chef du maquis de la Délivrance, premier maquis des Vosges, créé avec Marcel Arburger dans le but de permettre aux jeunes hommes d'échapper au Service du travail obligatoire (STO). Dénoncé, Addi Bâ est arrêté en juillet, torturé, condamné à mort et fusillé par les nazis.
Tombée dans l'oubli, la mémoire d’Addi Bâ est entretenue à partir de la fin des années 80 par les efforts d'un ancien officier de l'infanterie coloniale, le colonel Rives. En 2003, Addi Bâ reçoit à titre posthume la médaille de la Résistance. Sa vie inspire le romancier guinéen de langue française Tierno Monénembo, qui publie en 2012, Le Terroriste noir, roman dont le titre reprend le nom donné à Addi Bâ par la propagande de l'occupant allemand, très librement adapté en 2017 par Gabriel Le Bomin dans le film Nos patriotes.

## Biographie
Mamadou Hady Bah naît dans le village de Pelli Foulayankés (en pular la montagne des Peuls) en Guinée, dans la région du Fouta Djalon, de Hawa et Thierno Ibrahima Bah. Il a trois frères et une sœur. Sa date de naissance n'est pas connue avec précision. Selon l'état civil établi en 1953, dix ans après sa mort, à la suite de démarches réalisées par ses proches dans le but de faire valoir leurs droits à une pension militaire, il serait né en 1905. Son dossier militaire, en revanche, indique l'année 1911. Quant à son acte de décès, enfin, celle de 1916. Le jour de sa naissance n'est pas connu : la date du 25 décembre présente sur son acte de décès ne témoigne que du souci de l'administration française de fournir une date complète, lequel a fait naître de très nombreux Africains le jour de Noël, du Nouvel An ou du 14 juillet. Le journaliste Étienne Guillermond indique que ses recherches tendent à faire apparaître la date de 1916 comme la plus probable.
Arrivé en France en 1937-1938 dans la famille d'un percepteur colonial, Addi Bâ séjourne un an à Langeais en Indre-et-Loire en tant que domestique  avant de rejoindre Paris. Il s'engage dans l'armée française en 1939 où il fait partie du 12e régiment de tirailleurs sénégalais. Fait prisonnier, il parvient à s'échapper et rejoint avec d'autres le maquis des Vosges en octobre 1940.
En 1941, il fait passer une quarantaine de tirailleurs en Suisse ; il est trahi et arrêté le 18 novembre 1943 par les Allemands lors de l'attaque du maquis du camp de la Délivrance. Torturé, il ne parle pas. Il est fusillé le 18 décembre 1943 à Épinal sur le plateau de la Vierge, en même temps que le chef du maquis Marcel Arburger.

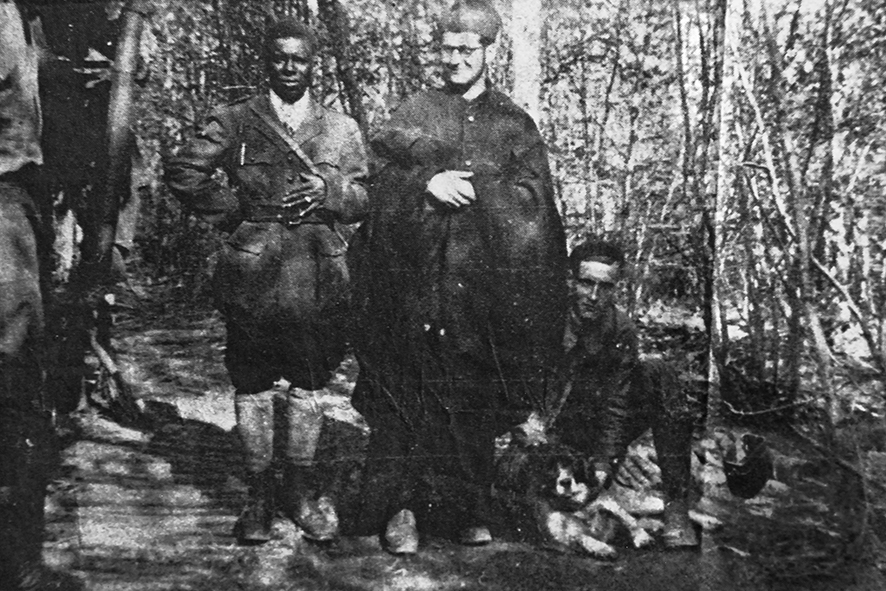
Addi Bâ au maquis en compagnie de deux réfractaires, André Munier et Paul Henrion, dans le maquis de la Délivrance au printemps, 1943.

Il reçoit le 13 juillet 2003 la médaille de la Résistance à titre posthume.

## Hommages
En 2010, l'ex-footballeur Lilian Thuram consacre un chapitre à Addi Bâ dans son ouvrage Mes étoiles noires (portant sur les grandes personnalités noires de l'histoire),. Sa vie a été racontée, d'une manière romanesque, par Tierno Monénembo dans son roman Le Terroriste noir (prix Erckmann-Chatrian, Grand prix du roman métis et prix Ahmadou-Kourouma), paru aux éditions du Seuil, en 2012. En septembre 2013, Étienne Guillermond publie Addi Bâ, résistant des Vosges, aux éditions Duboiris, le résultat de dix années d'enquêtes sur les traces du jeune Guinéen.
Gabriel Le Bomin réalise le film Nos patriotes, un long métrage qui retrace l'histoire d'Addi Bâ, tourné notamment au fort d'Uxegney, sorti en juin 2017.
Une rue de Tollaincourt et une autre de Langeais honorent sa mémoire. Une esplanade Mamadou-Addi-Bâ est inaugurée à Épinal le 18 décembre 2023, jour du 80e anniversaire de sa mort,. 
La 47e promotion (2017/2018) de l'Institut régional d'administration de Lyon l'a choisi comme nom de baptême pour honorer sa mémoire.
Le rappeur Furax Barbarossa le cite en exemple dans son morceau Milliard, paru sur l'album Caravelle (2022) : « Parle-leur de collabos, du résistant Addi Bâ ».

## Distinction
- Médaille de la Résistance française (2003, à titre posthume)